# Ouarkoye
Ouarkoye là một tổng thuộc  tỉnh Mouhoun ở phía tây  Burkina Faso. Thủ phủ là thị xã Ouarkoye. Theo điều tra dân số năm 1996, tổng này có tổng dân số 37.178 người .

## Các thị xã và làng xã
- Thị xã Ouarkoye	(3 916 dân) (thủ phủ)
- Bekuy	(687 dân)
- Dankuy	(1 731 dân)
- Darou	(492 dân)
- Doudou	(3 241 dân)
- Dakena	(4 426 dân)
- Fouankuy	(878 dân)
- Kamako	(138 dân)
- Kekaba	(1 712 dân)
- Koena	(1 844 dân)
- Kosso	(4 348 dân)
- Kouankuy	(1 507 dân)
- Lokinde	(360 dân)
- Miana	(471 dân)
- Monkuy	(2 982 dân)
- Ouanabekuy	(620 dân)
- Oue	(219 dân)
- Perakuy	(313 dân)
- Poundou	(3 499 dân)
- Samakuy	(361 dân)
- Soana	(330 dân)
- Sokongo	(1 280 dân)
- Syn n°1	(253 dân)
- Tiokuy	(1 570 dân)